# Scrobipalpopsis petasitis
Scrobipalpopsis petasitis is een vlinder uit de familie tastermotten (Gelechiidae). De wetenschappelijke naam is voor het eerst geldig gepubliceerd in 1867 door Pfaffenzeller.
De soort komt voor in Europa.